# Oğulduruk, Bolu
Oğulduruk là một xã thuộc thành phố Bolu, tỉnh Bolu, Thổ Nhĩ Kỳ. Dân số thời điểm năm 2010 là 216 người.